# Битва при Алезії
Би́тва при Але́зії — битва між римською армією під командуванням Гая Юлія Цезаря і галльською армією під командуванням Верцингеторикса, яка відбулася у вересні 52 року до н. е. біля галльського міста-фортеці Алезії. Битва завершилася розгромом галльських військ і взяттям фортеці. Битва стала завершальним епізодом восьмирічної Галльської війни.

## De bello Gallico

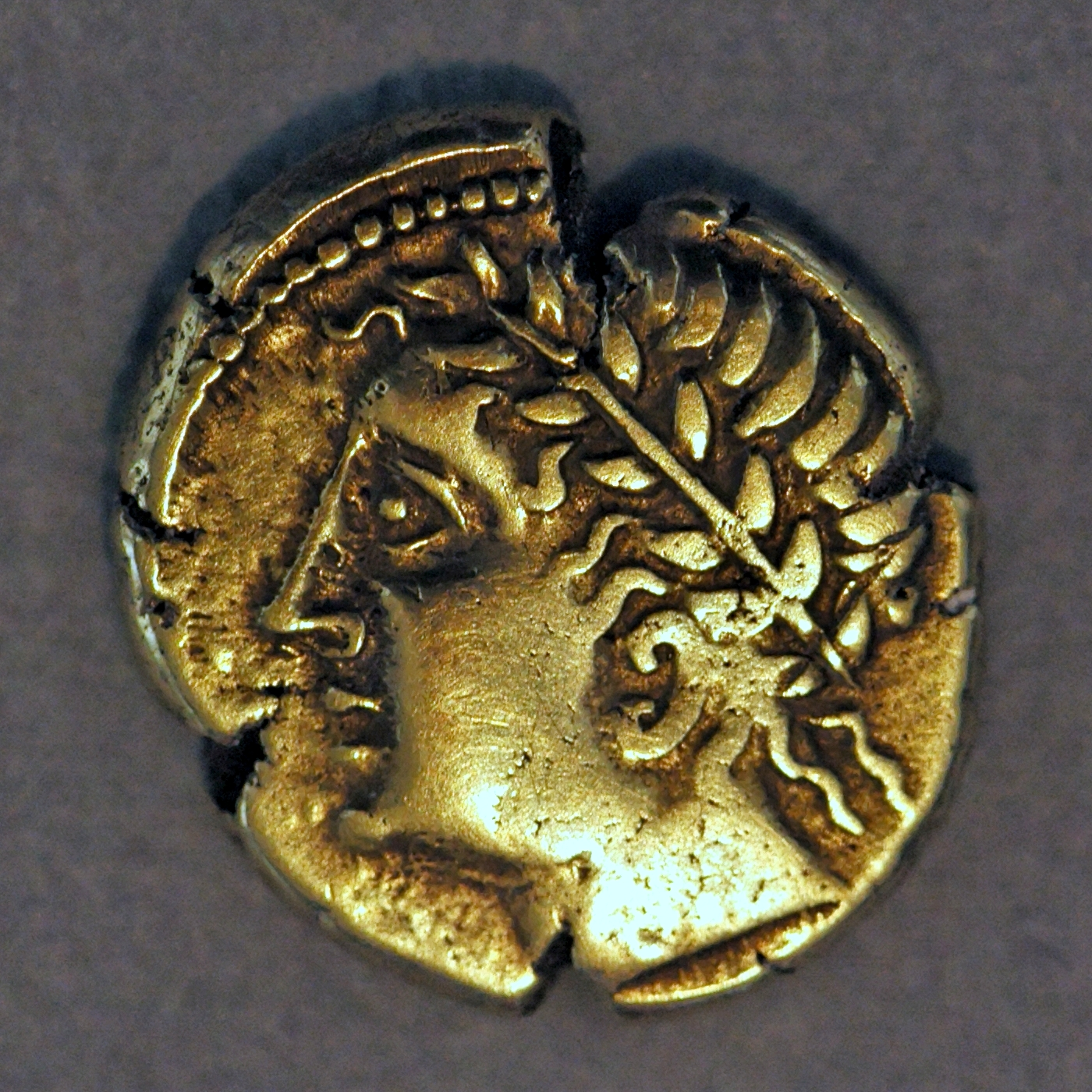
Зображення Верцингеторикса на гальській монеті

Після закінчення терміну консульства у 58 році до н. е. Юлій Цезар був призначений намісником у Цізальпійську Галію. У наступні кілька років Цезарю вдалося підкорити багато незалежних галльських племен і оголосити Трансальпійську Галію римською провінцією. Проте в кінці 54 року до н. е. галли підняли повстання. На з'їзді в Бібракте, в якому взяли участь багато галльських племен, командувачем армією повсталих був призначений Верцингеторикс. У цей момент Цезар перебував у Цізальпійській Галлії, і почувши про масові вбивства римських поселенців, поспішно перетнув Альпи. Після цього він розділив свої сили на дві частини. Частину, під командуванням Тита Лабієна, Цезар відправив на північ, а сам разом з п'ятьма легіонами і германською кіннотою зустрівся з військами Верцингеторикса в битві при Герговії, в якій римлянам довелося відступити. Все ж, улітку 52 року до н. е. Верцингеторикс вирішує піти до укріпленого міста Алезія.

## Облога і штурм

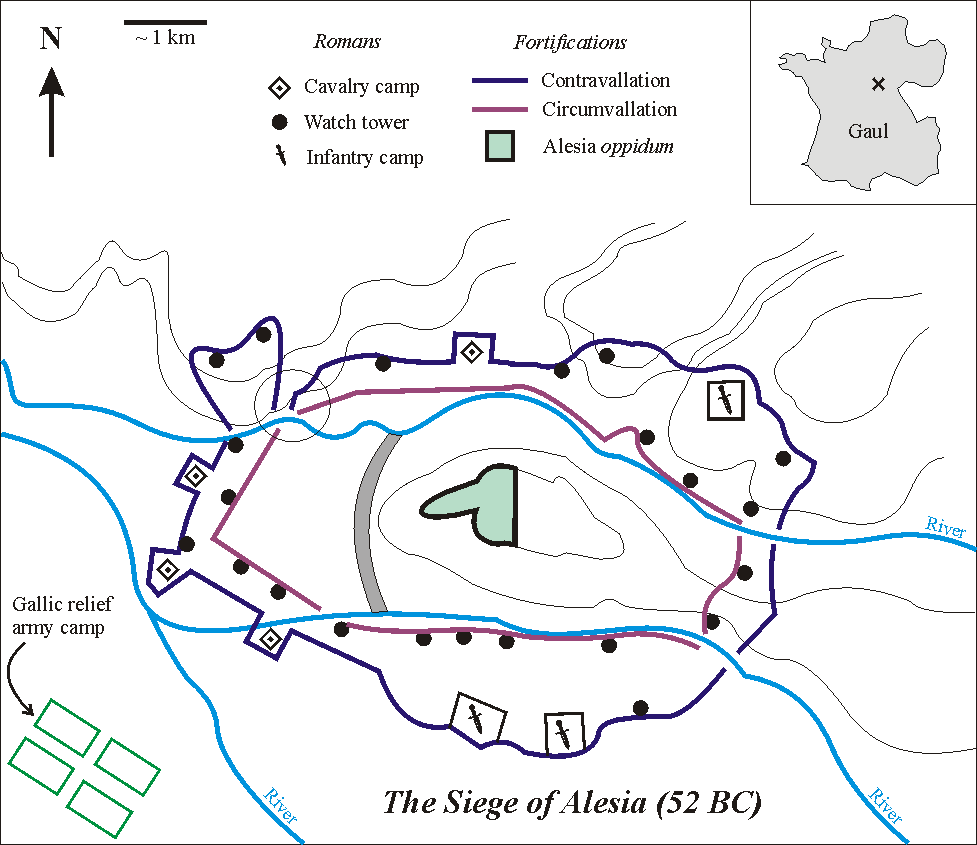
Схема римської облоги Алезії
Вставка: позначення розташування Алезії на карті сучасної Франції.

Підійшовши до Алезії, Цезар вважав, що він не зможе взяти місто штурмом, і вирішив тримати облогу, сподіваючись на швидку здачу супротивника. Навколо міста римські війська спорудили особливі укріплення, що складалися з чотириметрового частоколу та ровів з його внутрішньої сторони. Щоб уникнути блокади, війська Верцингеторикса часто намагалися перешкодити споруді. Через деякий час галльській кінноті вдалося прорватися через недобудовані укріплення. Передбачаючи швидкий прихід галльського підкріплення, Цезар наказав побудувати зовнішні стіни. Отже, римська армія виявилася усередині подвійної лінії укріплень.
До того часу всередині обложеного міста почала відчуватися нестача продовольства. Верцингеторикс вирішив випустити з міста жінок і дітей, щоб полегшити становище іншим. Проте Цезар не дав їм пройти через зведені укріплення та прирік їх на голодну смерть між стінами міста і римським табором.
Наприкінці вересня галльське підкріплення під командуванням Коммія атакувало зовнішню сторону укріплень римлян, у той час як Верцингеторикс вдарив зсередини. Жодна з цих атак не увінчалася успіхом. На наступний день галли знову спробували штурмувати укріплення, цього разу їм вдалося знищити кілька стін.

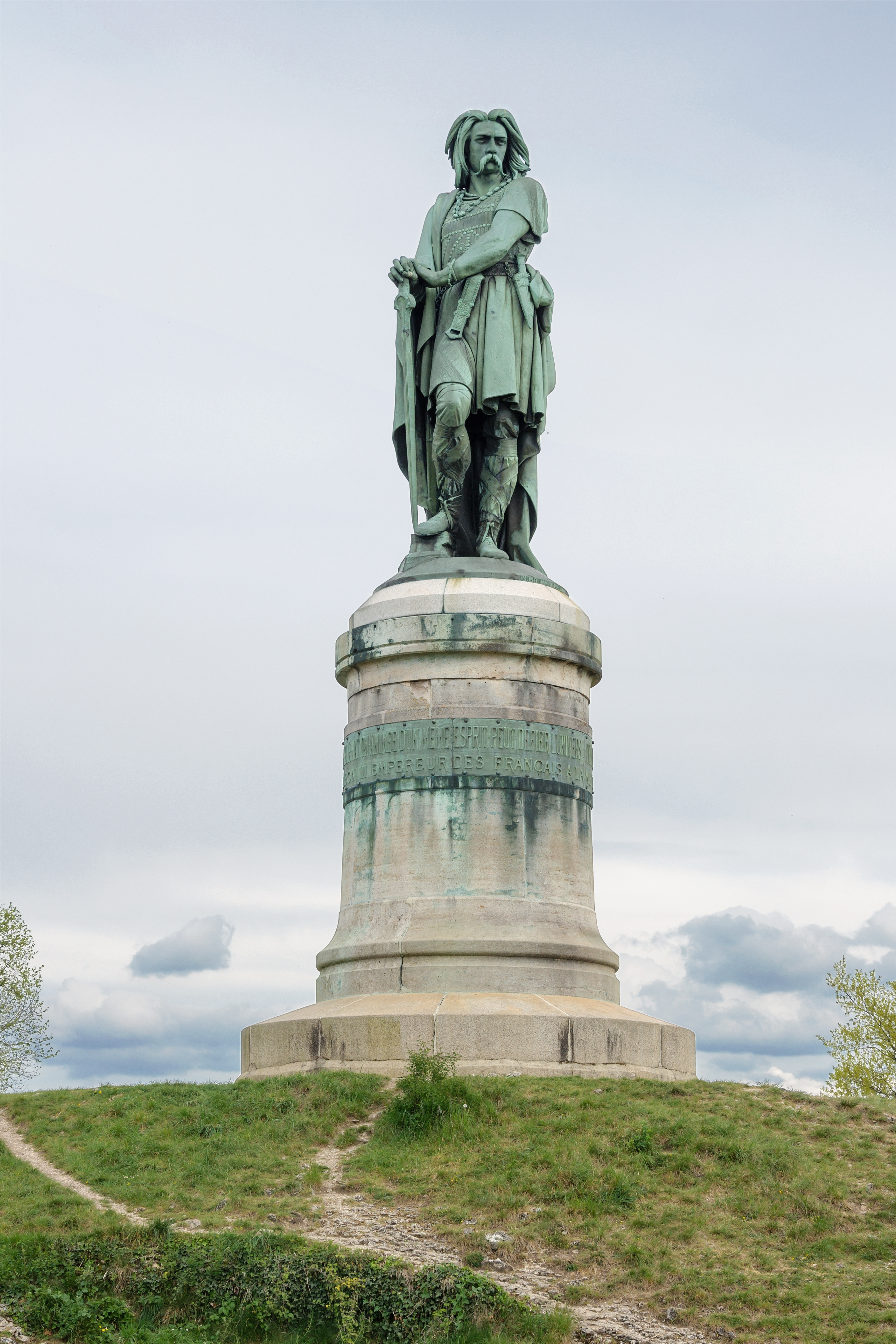
Памятник Верцингеториксу на місці битви

На наступний день, 2 жовтня, Веркассівелаун, двоюрідний брат Верцингеторикса, почав масовану атаку з 60 тис. військом, намагаючись вразити слабкі місця в римських укріпленнях, виявлені галлами. Одночасно з ним, з внутрішньої сторони укріплень вдарив Верцингеторикс. Цезар відправив кінноту до того місця, куди напали війська Веркассівелауна. Сам Цезар виступив з контратакою проти воїнів Верцингеторикса і відтіснив їх за укріплення. Після цього він разом з 13 кавалерійськими когортами (близько 6000 осіб) несподівано напав на зовнішню армію галлів, які запанікували і почали відступ, проте були майже повністю знищені римлянами. На наступний день Верцингеторикс здався Юлію Цезарю.

## Наслідки
Битва при Алезії стала останнім великим боєм у галльській війні. Незабаром після неї Галлія була остаточно підкорена Римом, а потім розділена на декілька дрібніших провінцій.
На честь перемоги сенат оголосив 20 днів свят, що дуже зміцнило становище Цезаря в Римі.
В наш час місце битви позначено пам'ятником Верцингеториксу — рідкісний випадок пам'ятника не переможцю, а переможеному.